# Psychotria frondosa
Psychotria frondosa är en måreväxtart som beskrevs av Spencer Le Marchant Moore. Psychotria frondosa ingår i släktet Psychotria och familjen måreväxter. Inga underarter finns listade i Catalogue of Life.